# Good Morning America (televisieprogramma)

Times Square Studios (2019)

Good Morning America (vaak afgekort als GMA) is een ochtendprogramma op het Amerikaanse televisienetwerk ABC dat in 1975 van start ging. Het programma wordt geproduceerd door ABC News en uitgezonden vanuit de Times Square Studios in New York.

## Concept
Good Morning America bevat nieuws, interviews, weersvoorspellingen en speciale rubrieken zoals "Pop News" (met populaire cultuur- en entertainmentnieuws en virale video's), de "GMA Heat Index" (met een mix van entertainment-, lifestyle- en humaninterestverhalen) en "Play of the Day" (met een selectie van virale video- of televisieprogrammaclips).
De huidige presentatoren zijn Robin Roberts, George Stephanopoulos en voormalig New York Giants defensive end Michael Strahan. Het entertainmentnieuws wordt gebracht door Lara Spencer en de weersvoorspelling door Ginger Zee.

## Geschiedenis
Het programma ging van start op 3 november 1975 en wordt uitgezonden van 7u00 tot 9u00 in de volledige Verenigde Staten (rechtstreeks in de Eastern Standard Time-zone en in uitgesteld relais in de rest van de VS). Aanvankelijk werd het programma enkel op weekdagen uitgezonden, maar van 1993 tot 1999 was het ook op zondag te zien. Sinds 2004 wordt het programma dagelijks uitgezonden, al duurt het programma op zondag slechts 60 minuten.

## Presentatie
- David Hartman (1975–1987)
- Nancy Dussault (1975–1977)
- Sandy Hill (1977–1980)
- Joan Lunden (1980–1997)
- Charles Gibson (1987–1998 en 1999–2006)
- Lisa McRee (1997–1999)
- Kevin Newman (1998–1999)
- Diane Sawyer (1999–2009)

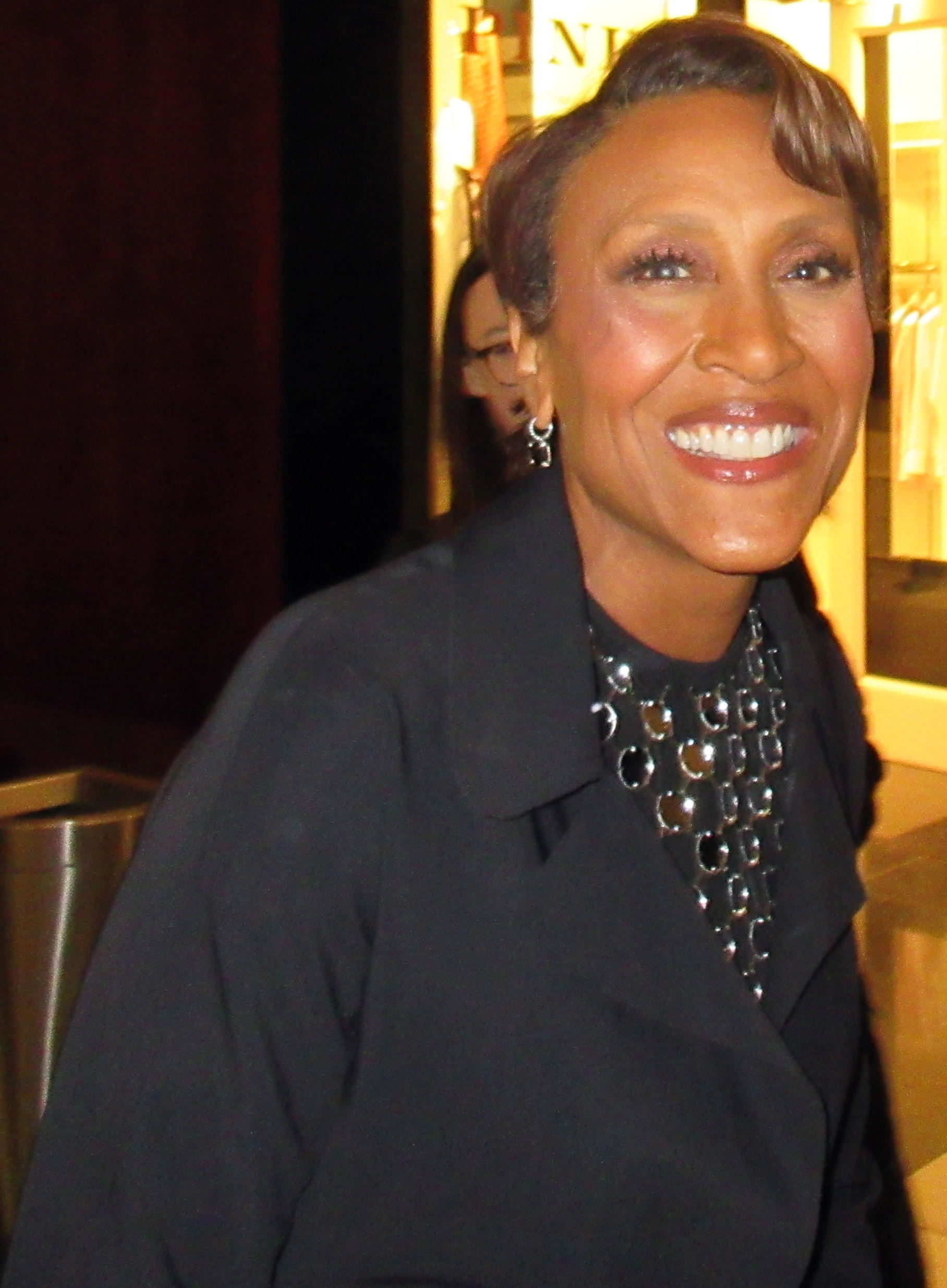
Robin Roberts (2005-heden)
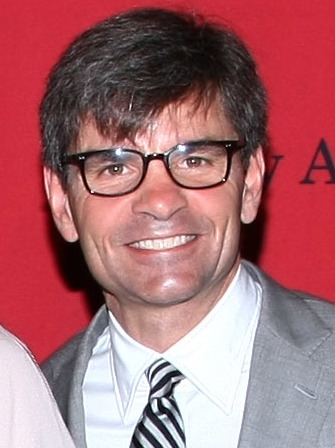
George Stephanopoulos (2009-heden)
- Lara Spencer (2011-heden)
- Ginger Zee (2013–heden)
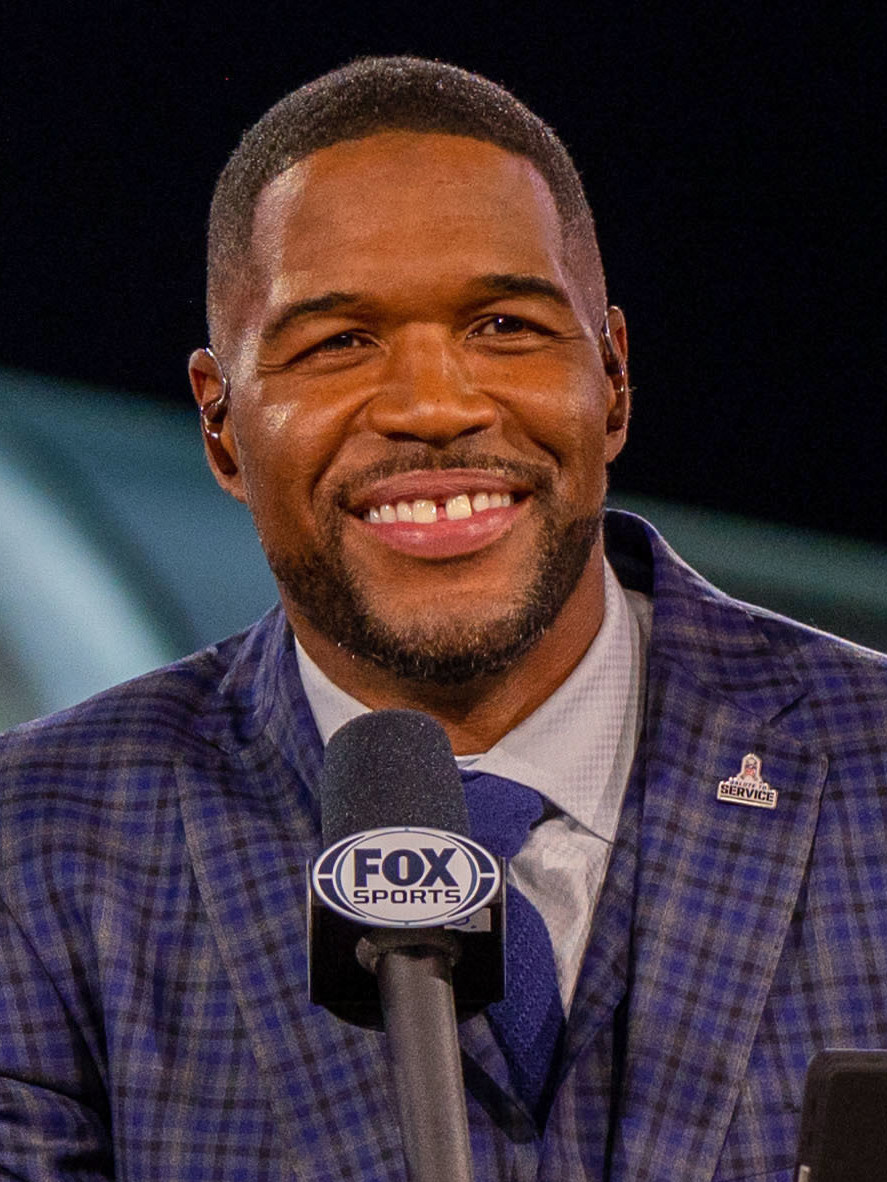
Michael Strahan (2016-heden)
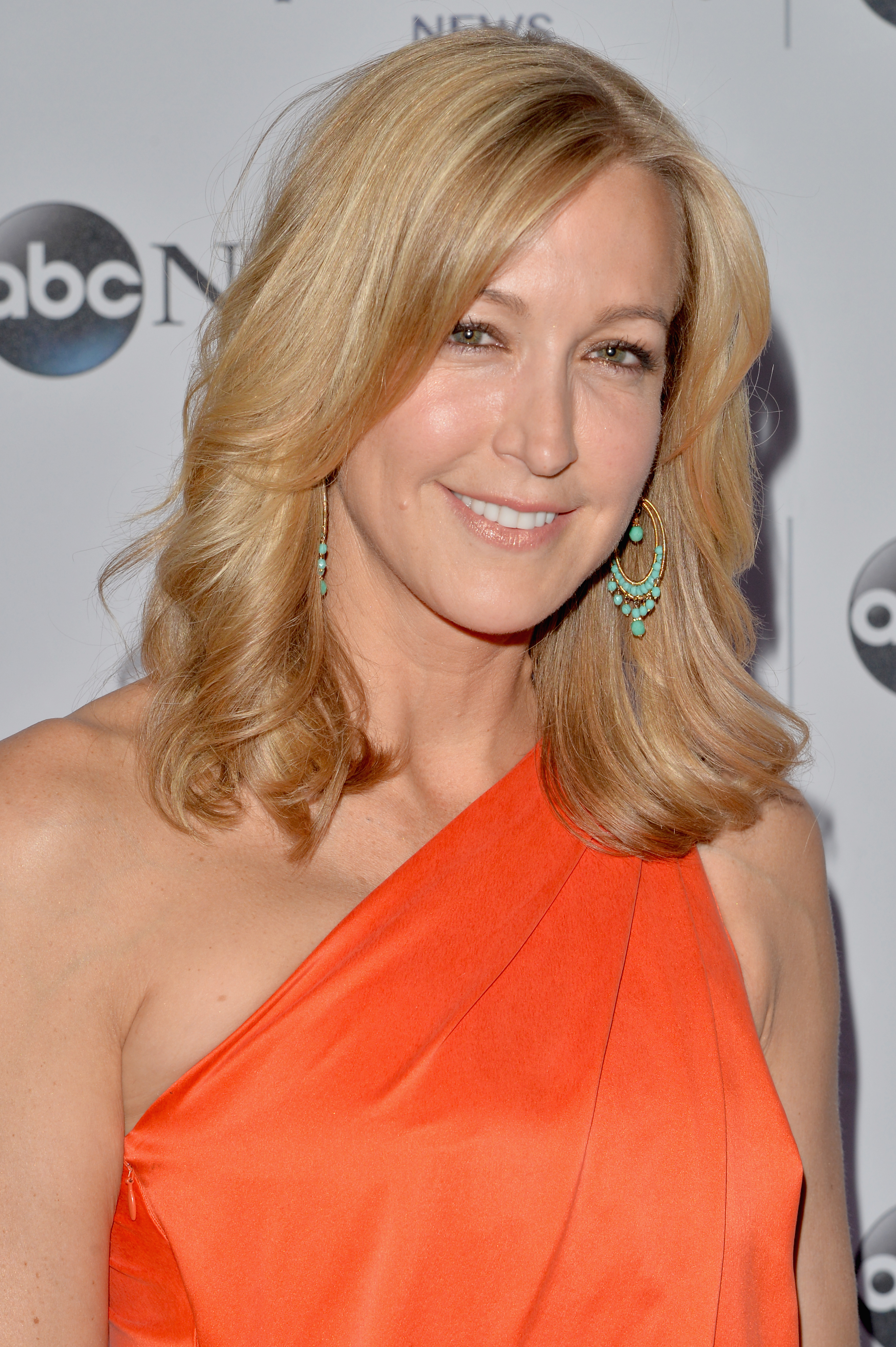
Lara Spencer (2011–heden) (1999–2004 als reporter)
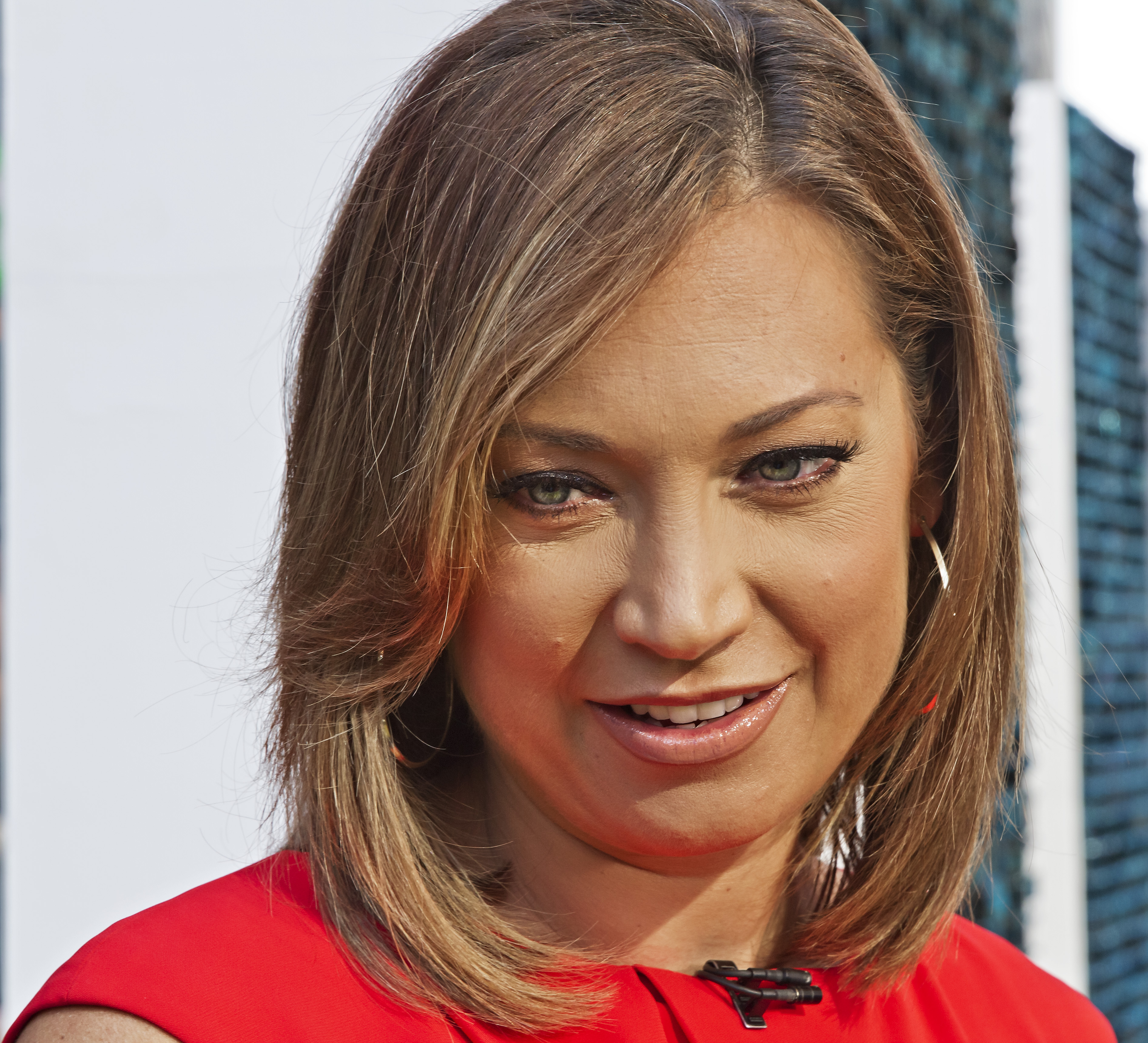
Ginger Zee (2013–heden)

## Prijzen en nominaties
- In 1993 won Good Morning America een Daytime Emmy Award in de categorie "Outstanding Talk/Service Show"
- In 2007, 2008 en 2009 won het programma drie jaar op rij de Daytime Emmy Award in de categorie "Outstanding Morning Program" (in 2007 op een gedeelde eerste plaats met Today)
- In 2010 werd het programma genomineerd voor een GLAAD Media Award in de categorie "Outstanding TV Journalism Segment" voor de reportage "Total Transformation: Why Chaz Bono Decided to Change"
- In 2014, 2017 en 2018 mocht het programma opnieuw de Daytime Emmy Award in de categorie "Outstanding Morning Program" mee naar huis nemen
- In 2021 werd het programma opnieuw genomineerd voor een GLAAD Media Award in de categorie "Outstanding TV Journalism Segment" voor de reportage "Dwyane Wade One-On-One: Basketball Legend Opens Up About Supporting Transgender Daughter"

## Fotogalerij
- Robin Roberts
(2005–heden)
- George Stephanopoulos
(2009–heden)
- Michael Strahan
(2016–heden)
- Lara Spencer
(2011–heden)
(1999–2004 als reporter)
- Ginger Zee
(2013–heden)